# Vườn quốc gia Vùng đất ngập nước Kushiro

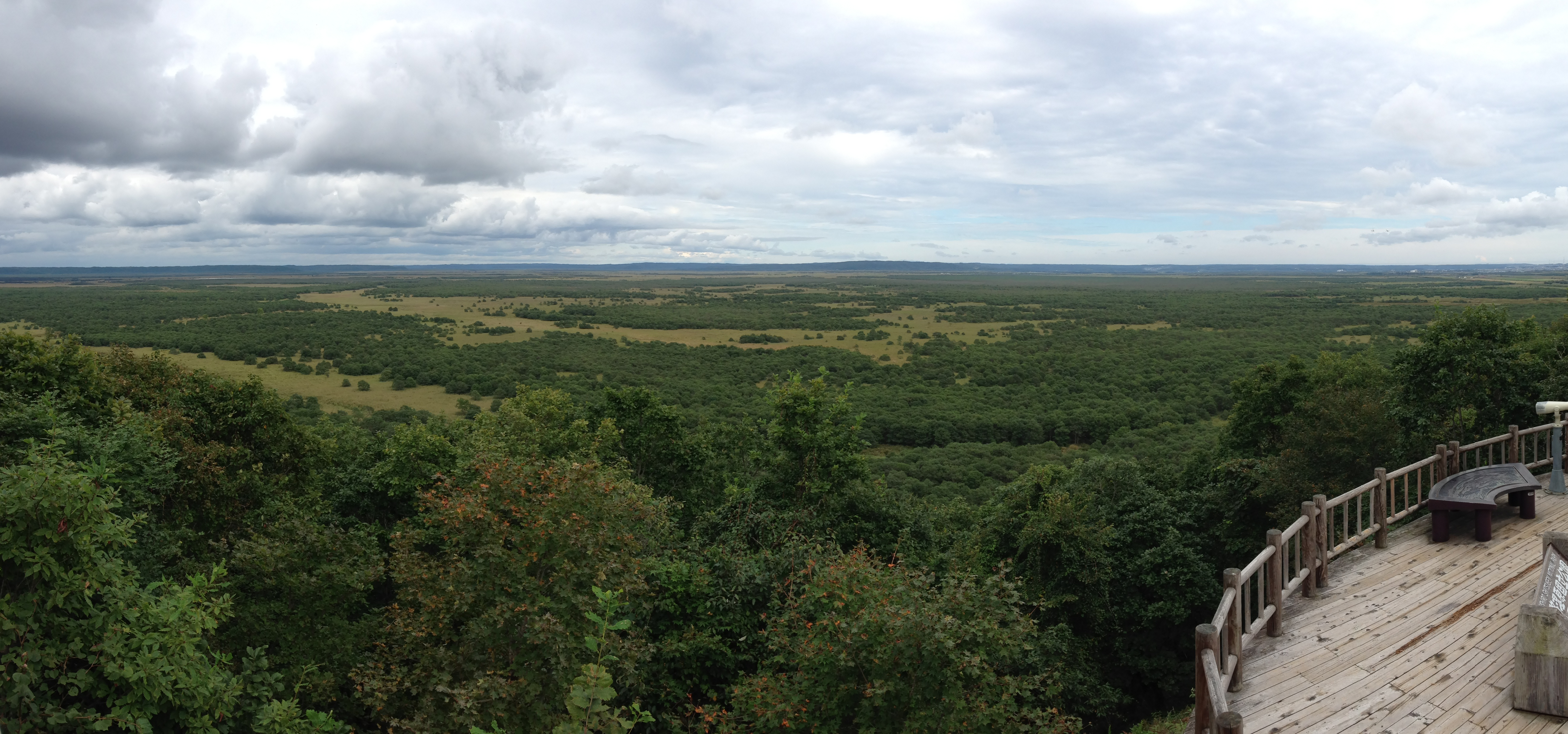
Toàn cảnh đầm lầy Kushiro, tháng 9 năm 2014

Vườn quốc gia Vùng đất ngập nước Kushiro (钏路湿原国立公园, Kushiro-shitsugen Kokuritsu Koen ?) là một vườn quốc gia nằm ở phía đông của đảo Hokkaido, Nhật Bản. Nó được thành lập như là một vườn quốc gia vào ngày 31 tháng 7 năm 1987. Vườn quốc gia được biết đến với hệ sinh thái vùng đất ngập nước.
Kushiro-shitsugen (vùng đất ngập nước Kushiro hoặc đầm lầy Kushiro) có diện tích 268,61 km² (103,71 dặm vuông) tại vùng đồng bằng Kushiro (Kushiro-heiya), khu vực có cánh đồng lau sậy lớn nhất Nhật Bản. Sông Kushiro dài 154 km (96 dặm) bắt nguồn từ hồ Kussharo có những đoạn uốn khúc qua vườn quốc gia. Trong Công ước Ramsar năm 1980, vườn quốc gia được đề cử như là một vùng đất có những đầm lầy than bùn. Năm 1967, vùng đất ngập nước đã được chỉ định là một tượng đài tự nhiên quốc gia. Vì lý do đó, việc tham quan vườn quốc gia bị hạn chế và quản lý nghiêm ngặt. Đây cũng chính là cảnh quan tiêu biểu nhất của Hokkaido được bảo tồn.
Kushiro là nhà của hơn 600 loài thực vật. Lau sậy, cói, rêu than bùn vùng đất ngập nước, sủi đen là những loài thực vật chính tại vườn quốc gia. Hệ sinh thái ẩm ướt và đa dạng với những khúc sông uốn lượn qua lại, hồ cùng các đầm lầy than bùn. Về động vật, đây là nơi trú ẩn đối với nhiều loài hoang dã như sếu Nhật Bản (Grus japonensis), cá taimen Sakhalin (Hucho perryi), kỳ giông Siberia (Salamandrella keyserlingii) và chuồn chuồn trán trắng Ezo (Leucorrhinia intermedia ijimai).